# TVR Tamora
La Tamora è un'autovettura sportiva realizzata dalla casa automobilistica britannica TVR tra il 2002 e il 2006.

## Contesto
La vettura venne realizzata per sostituire sul mercato i precedenti modelli Griffith e Chimaera.

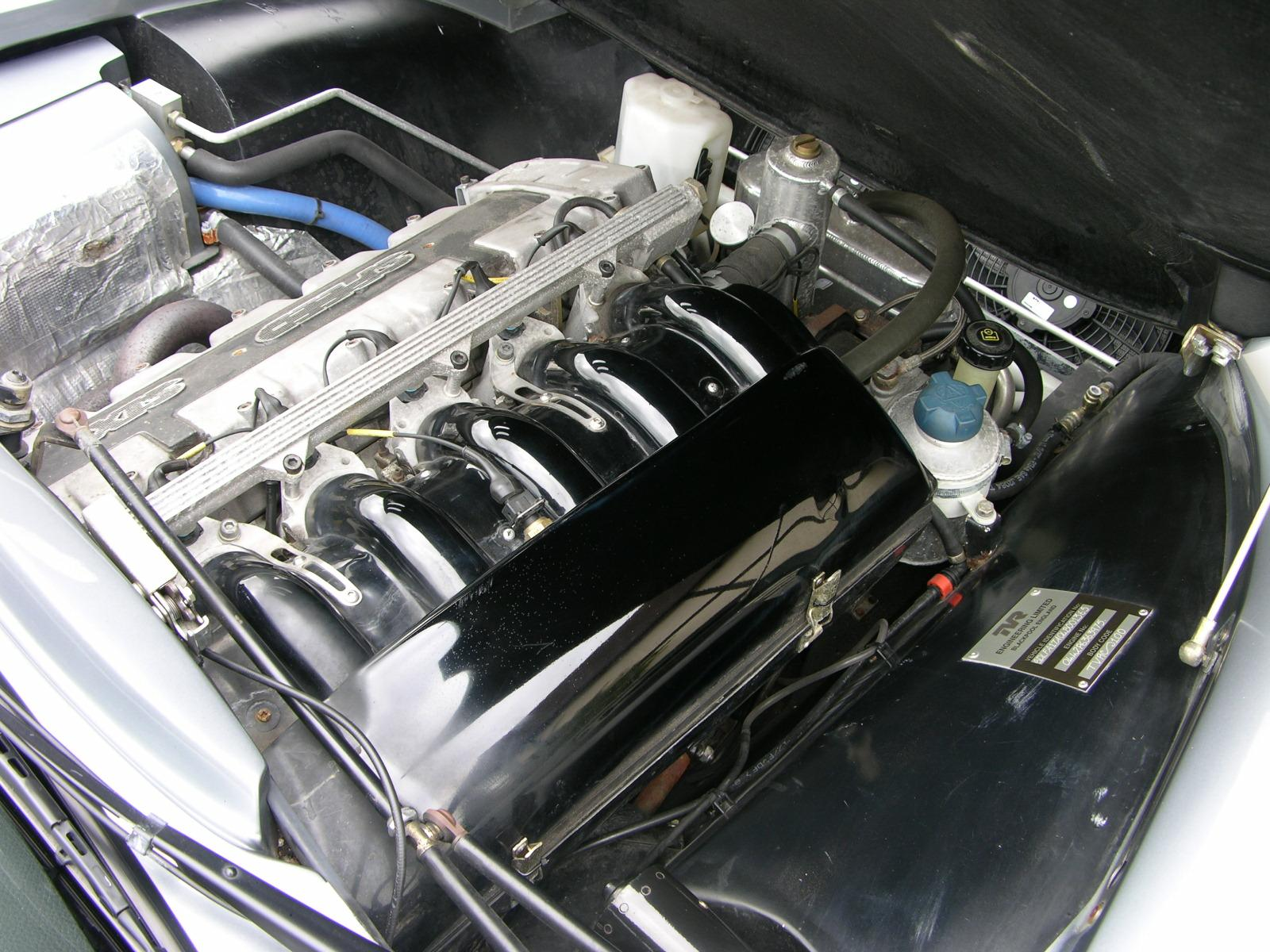
Il motore

Prodotta dal 2002 in sole 356 unità tutte con guida a destra, la vettura monta un propulsore derivato dal modello Tuscan Speed Six, e cioè un 3,6 L sei cilindri in linea che eroga 350 CV a 7.200 giri, accoppiato con un cambio manuale a 5 rapporti. Sempre dalla Tuscan è derivata la struttura del telaio, realizzato in acciaio con il metodo a traliccio, la scocca è in fibra di vetro. I freni a disco montati sono prodotti dalla AP Racing e sono della grandezza 12 pollici nella parte anteriore e 11 in quella posteriore.
Le sospensioni sono configurate a doppio braccio oscillante. Gli pneumatici forniti dalla Avon misurano 225/50 e hanno al loro interno cerchi in alluminio di misura 16" x 7 e in alternativa 18" x 7.
La particolarità della Tamora è che è totalmente priva di qualsiasi aiuto elettronico alla guida non sono previsti airbag e non sono presenti maniglie per l'apertura delle portiere.
Gli interni implementano un quadro strumenti analogico e sedili avvolgenti sportivi realizzati in materiali compositi e rifiniti in pelle o pelle e alcantara.
Le prestazioni sono di riguardo: accelera da 0 a 100 km/h in 4,2 secondi, raggiungendo una velocità massima di 270 km/h dichiarata.